# 上方镇 (行唐县)
上方镇，是中华人民共和国河北省石家庄市行唐县下辖的一个镇，原名上方乡，2023年2月11日撤乡设镇。上方镇的行政区划代码为：130125104。

## 行政区划
上方镇下辖以下地区：
羊柴村、上方村、许由村、老牛沟村、东井底村、西井底村、南城仔村、西城仔村、北岭村、赵阳关村、候阳关村、大王阳关村、李阳关村、马阳关村、闫阳关村、周阳关村、小王阳关村、苑阳关村、范家佐村和龙洞村。